# Orna angolensis
Orna angolensis är en fjärilsart som beskrevs av Alberti 1961. Orna angolensis ingår i släktet Orna och familjen bastardsvärmare. Inga underarter finns listade i Catalogue of Life.